# Zbrodnia w Łozowej
Zbrodnia w Łozowej – zbrodnia dokonana w nocy z 28 na 29 grudnia 1944 roku na ponad 100 mieszkańcach wsi Łozowa, położonej w byłym powiecie tarnopolskim województwa tarnopolskiego. Sprawcą mordu była sotnia „Burłaky” Ukraińskiej Powstańczej Armii.

## Przebieg zbrodni
28 grudnia 1944 roku około godz. 22 sotnia „Burłaky” pod dowództwem Iwana Semczyszyna „Czarnego” zaatakowała Łozową. Upowcy nadeszli od strony Kurnik Szlachcinieckich. Sygnałem do ataku był wystrzał czerwonej rakiety.
We wsi, liczącej około 800 mieszkańców, w większości Polaków, nie było oddziału samoobrony, jednak kilkunastu mężczyzn nielegalnie posiadało broń palną. Ad hoc zorganizowali oni obronę w domach od strony Kurnik. Szczególnie dużo osób schroniło się w domu Feliksa Kłosa, który miał automat, oraz u Adama Cieśli. Część osób uratowała się dzięki Karolowi Mazurkiewiczowi, który biegł przez wieś alarmując ludność. Zaczął bić kościelny dzwon.
Napastnicy podzielili się na dwie grupy. Jedna poszła w stronę drogi głównej obok zagrody Piotra Pączyka, druga poszła w głąb wsi obok zabudowań Kłosa. Obrońcy domu Kłosa oddali do maszerujących upowców kilka strzałów. Napastnicy ominęli to zabudowanie i skierowali się do wsi. Część z nich próbowała podchodzić do domu Kłosa od strony południowo-zachodniej, jednak byli odpierani strzałami. W tym czasie do zabudowań Kłosa i Cieśli napływali niedobitkowie z rzezi. Pozostali ukrywali się w piwnicach, schronach i zabudowaniach gospodarskich.
Intruzi działali w wyspecjalizowanych grupach. Jedni, głównie mężczyźni włamywali się do domów i bez względu na płeć i wiek zabijali napotkane osoby siekierami, nożami oraz strzałami z broni palnej. Upowcom towarzyszyły grupy rabusiów, które zabierały inwentarz i ładowały na furmanki mienie Polaków. Po ograbieniu zagrody były palone przez trzecią grupę napastników, którzy zajmowali się także strzelaniem do uciekających. Wśród atakujących rozpoznano Ukraińców z sąsiednich wiosek: Kurnik Szlachcinieckich, Stechnikowiec, Czernichowiec i Szlachciniec.
W domu Pawła Kozioła upowcy zabili jego matkę oraz pobili jego żonę, z pochodzenia Ukrainkę. Koziołowa padając nakryła własnym ciałem dziecko, ratując mu życie i udawała martwą. Leżąc zauważyła towarzyszące upowcom kobiety ukraińskie, plądrujące izbę; jedną z nich była jej własna siostra. W domu Władysława Makucha zamordowano 5 osób, w tym 6-miesięczne niemowlę, chwytając je za nóżki i uderzając głową o framugę.
Po kilku godzinach do Łozowej przyjechał radziecki pociąg pancerny, który oświetlił wieś rakietami i otworzył ogień do upowców; w wyniku ostrzału zapaliły się niektóre zabudowania. Jednocześnie ze Zborowa nadciągnął oddział radzieckich żołnierzy. W tej sytuacji oddział UPA przerwał napad i wycofał się do lasu, porzucając część łupu. Sowieci (grupa bojowa NKWD) podjęli pościg, który zakończył się rozbiciem sotni - zginęło 56 upowców a 11 dostało się do niewoli. 
Źródła podają liczbę ofiar tego napadu od 106 do 131. Oprócz Polaków upowcy zamordowali także Ukraińców – według polskich świadków dziewięciu, według meldunku radzieckiego – 8 rodzin. Ukraińcy, którzy zostali zabici w Łozowej, nie znali ustalonego przez sprawców hasła mającego ratować życie.
Zamordowanych pochowano 31 grudnia 1944 roku w zbiorowej mogile na przykościelnym placu. Podczas pogrzebu usłyszano wystrzały, co spowodowało panikę wśród żałobników. Tłum rzucił się ku radzieckiemu posterunkowi na moście kolejowym. Zdezorientowani żołnierze oddali strzały do biegnących, przez co zginął Wojciech Grabas, którego także pochowano w przygotowanym wspólnym grobie.

## Upamiętnienie

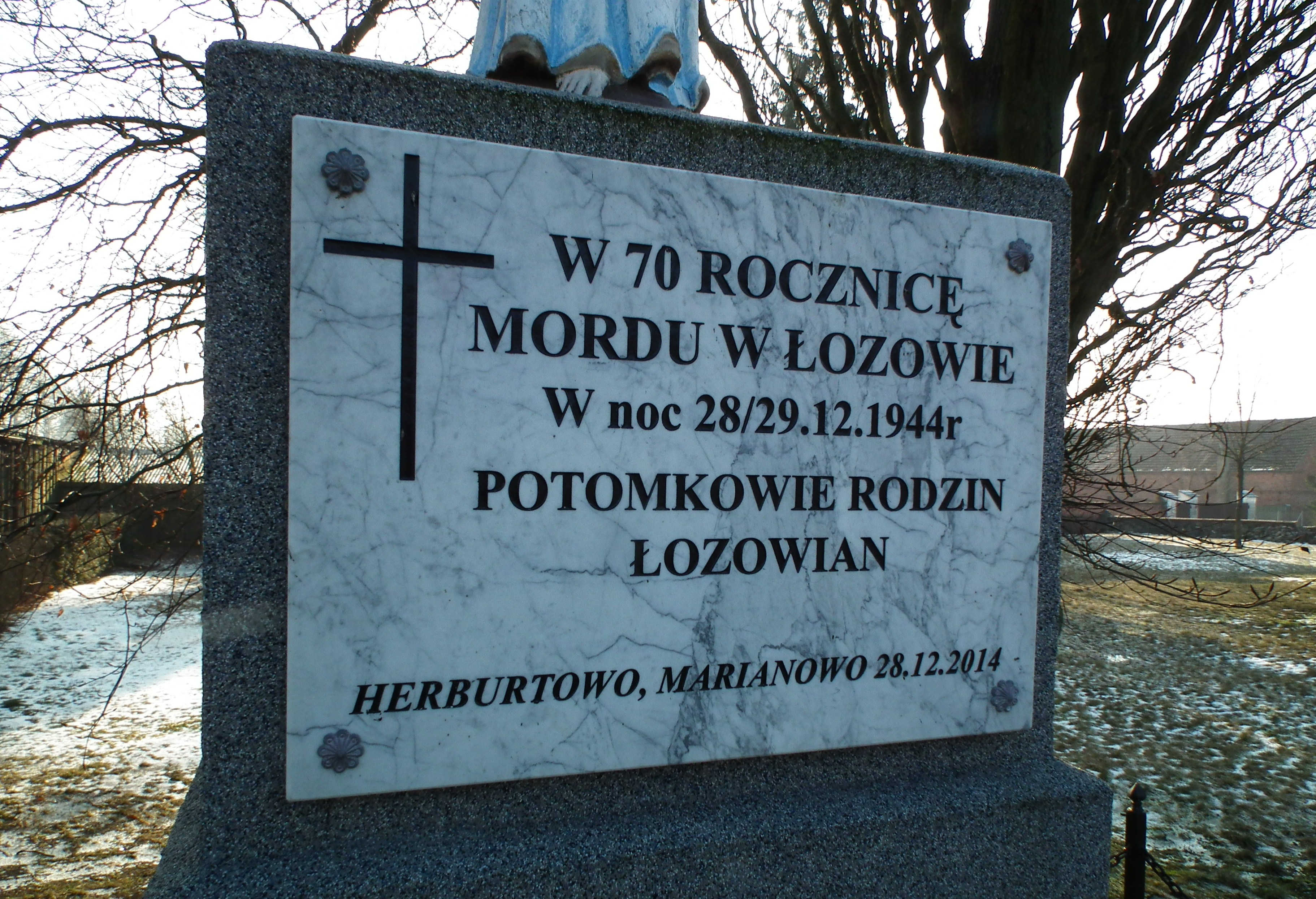
Tablica w Herburtowie

Według informacji czasopisma Na rubieży w latach 80. zbiorowy grób ofiar został przeniesiony na cmentarz w pobliskich Szlachcińcach. Na grobie władze radzieckie postawiły tablicę z gwiazdą i napisem w języku ukraińskim: Współmieszkańcom wsi, którzy zginęli z rąk ukraińskich burżuazyjnych nacjonalistów. Około 1991 roku napis został usunięty z tablicy.
W 2008 roku staraniem Rady Ochrony Pamięci Walk i Męczeństwa na cmentarzu w Szlachcińcach wzniesiono nowy pomnik ofiar zbrodni w Łozowej.
Mord upamiętniają również tablice:
- odsłonięta 15 sierpnia 1997 w kościele Trójcy Świętej w Gorzowie Śląskim[6],
- odsłonięta 28 grudnia 2014 przy kościele Matki Boskiej Siewnej w Herburtowie przez potomków rodzin Łozowian[8].